# Medalla del Montgrí
La Medalla del Montgrí és un premi instituït l'any 1985 per l'ajuntament de Torroella de Montgrí que distingeixen anualment un màxim de tres persones, entitats o empreses que hagin destacat en el bé del municipi. La decisió d'atorgar aquest guardó a persones i col·lectius que hagin destacat a la vida social del municipi omple el buit en què Torroella de Montgrí no té cap fill predilecte ni adoptiu.

## Llista de premiats
Les persones i entitats guardonades amb la Medalla del Montgrí són:
- 1986: Religioses de Sant Josep, Joan Fuster i Gimpera i Joan Batlle i Tarradas.
- 1987: Marcel·lí Audivert i Pascual i Martí Alaball i Paguina.
- 1988: Jaume Sullastres i Calvet i Martirià Font i Coll.
- 1989: Joan Torró i Cabratosa i Robert Mercader SA.
- 1990: Joventuts Musicals de Torroella i Josep Pascual i Massaguer.
- 1991: Enric Vilà i Armengol, Pere Castells i Pijoan i Eduard Viñas i Riembau.
- 1992: Germanes Mundet, Joaquima Serra i Janoher i Joan Oliveras i Pibernus.
- 1993: Josep Vert i Planas i Agrupació Sardanista Continuïtat.
- 1994: Eugeni Llos i Pagès, Salvador Dabau i Caussà i Rogeli Bou i Robau.
- 1995: Mercè Sala i Galibern, Teresa Gòmara (Bar Bernat) i Josep Quer i Fuster.
- 1996: M. Teresa Pla i Pagès i Josep Pujol i Hospital.
- 1997: Pabordes de Santa Caterina, Joan Baca i Reixach i Confraria de Pescadors de l'Estartit.
- 1998: Jordi Muxach i Pagès i Cobla Els Montgrins.
- 1999: Josep M. Rosa i Romero, Josep Kowolinski i Geli, Ricard Parés i Bastons i Agustí Monguilod i Andreu.
- 2000: Casal del Montgrí, Eduard Font i Coll i Josep Riera i Torrent.
- 2001: Agustí Piferrer i Xargay, Cine Club Torroellenc i Cobla Foment de la Sardana.
- 2002: Radu Aldulescu i Assemblea Local de Creu Roja.
- 2003: Joan Pujol i Amat i Els Cantaires del Montgrí.
- 2004: Juli Casino, UE Torroella, UE l'Estartit.
- 2005: Joana Darné i Maspoch, Blas Marín i Banchs i Cos de Bombers de la Generalitat de Catalunya.
- 2006: Mercè Font i Coll i Germandat de donadors de sang de Torroella de Montgrí.[1]
- 2007: Club Ciclista Montgrí, Associació Filatèlica i Numismàtica i Maria Rosa Salvat i Gay.[4]
- 2008: Amics de Ràdio Montgrí, Bàsquet Club Torroella i Revista Emporion.
- 2009: Club Handbol Montgrí, Pilar Cabratosa i Sender i Josep Casadellà i Grassot.[5]
- 2010: Miquel Graells, Joan Radressa i la Penya Barcelonista Montgrí i Comarca.
- 2011: Àngel Valentí, Joan Surroca i Sens i l'associació Els Reis de l'Estartit.[6]
- 2012: Cels Sais, Càritas Baix Ter i Club Nàutic Estartit.[7]
- 2013: Àlex Lorente, Francesc Batlle i Lloret i la Fundació Hospital Asil de Pobres i Malats de Torroella de Montgrí.[8]
- 2014: Ramon Mascort Amigó, Louis Carles i El Recés.[9][10]
- 2015: Jordi Bellapart, Josep Morraja i l'Associació de Teatre Medes Montgrí.[11]
- 2016: Albert Bou i Vilanova, Antoni Vila Casas i Cor Anselm Viola
- 2017: Josep Darnés i Alabau, Els Grallers del Montgrí i Els Ducs del Foc
- 2018: Dolors Bassa i Coll